# Tujia

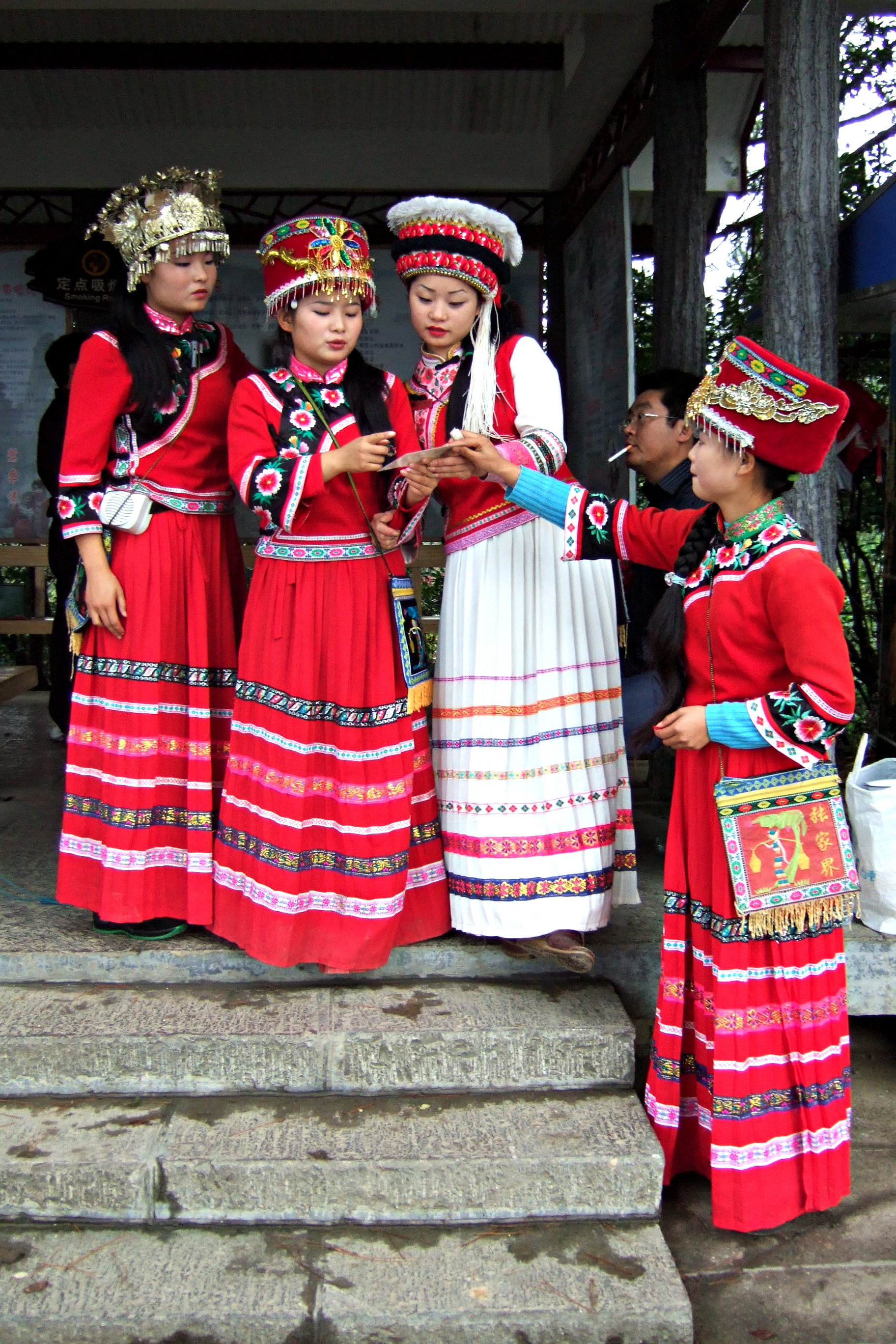
Tujia-Frauen in Tracht

Die Tujia (chinesisch 土家族, Pinyin Tǔjiāzú) oder Bizika (Northern Tujia: Bifzixkar, IPA /pi˧˥ tsi˥ kʰa˨˩/) sind eines der 56 Völker, das offiziell durch die Volksrepublik China als nationale Minderheit anerkannt wird. Die 8.353.912 (Zensus 2010) Tujia leben überwiegend in den Provinzen Hunan, Hubei und Guizhou, sowie in der regierungsunmittelbaren Stadt Chongqing. 
Die Herkunft der Tujia ist nicht genau belegt, obwohl ihre Geschichte über zwölf Jahrhunderte zurückverfolgt werden kann. Seit fast tausend Jahren haben sie intensiven Kontakt mit der chinesischen Han-Mehrheit, aber erst im 20. Jahrhundert ist das Verschwinden der Tujia-Kultur zu beobachten, dies als Folge der Anpassung und Assimilierung an die Han-Kultur. Heute gibt es nur etwa 70.000 Sprecher der Tujia-Sprache, während sich die große Mehrheit der Tujia des Hochchinesischen oder einer der Miao-Sprachen bedient. Die Traditionen der Tujia sind nur in den entlegensten Gebieten erhalten geblieben.
Die noch in Resten vorhandene eigene Religion setzt sich aus Daoismus, Ahnenkult und schamanistischen Ritualen zusammen. Die Tujia sind für den Baishou-Handtanz bekannt. Dieser ungefähr 500 Jahre alte Gemeinschaftstanz wird von Gesang begleitet und verwendet 70 rituelle Gesten, um Krieg, Landwirtschaft, Jagd, das höfische Leben und andere Aspekte des traditionellen Lebens darzustellen.
Die im Bereich des Shennong Xi lebenden Tujia erzielen heute einen überwiegenden Teil ihres Lebensunterhalts auch aus dem Tourismus, indem sie im Bereich der Shennong-Schlucht geführte Sampan-Bootsfahrten für die auf dem Jangtsekiang verkehrenden Kreuzfahrtschiffe anbieten.

## Verbreitung der Tujia

### Provinzebene
Beim Zensus im Jahre 2000 wurden in China 8.028.133 Tujia gezählt.
Verteilung der Tujia-Bevölkerung in China
| Provinz           | Tujia-Bevölkerung | %-Anteil aller Tujia Chinas |
| ----------------- | ----------------- | --------------------------- |
| Provinz Hunan     | 2.639.534         | 32,88 %                     |
| Provinz Hubei     | 2.177.409         | 27,12 %                     |
| Provinz Guizhou   | 1.430.286         | 17,82 %                     |
| Stadt Chongqing   | 1.424.352         | 17,74 %                     |
| Provinz Guangdong | 135.431           | 1,69 %                      |
| Provinz Zhejiang  | 55.310            | 0,69 %                      |
| Provinz Sichuan   | 41.246            | 0,51 %                      |
| Provinz Fujian    | 29.046            | 0,36 %                      |
| Rest Chinas       | 95.519            | 1,19 %                      |

In Chongqing sind 4,67 % der Gesamtbevölkerung Tujia, in Hunan 4,17 %, in Guizhou 4,06 %, in Hubei 3,66 % und in Guangdong 0,16 %.

### Kreisebene
Verbreitungsgebiete der Tujia auf Kreisebene (2000)
Hier wurden nur Werte ab 0,5 % berücksichtigt. AB = Autonomer Bezirk; AK = Autonomer Kreis; RB = Regierungsbezirk.
| übergeordnete Provinzebene | übergeordnete Bezirksebene    | Kreis, Stadt, Stadtbezirk      | Anzahl der Tujia | % aller Tujia Chinas |
| -------------------------- | ----------------------------- | ------------------------------ | ---------------- | -------------------- |
| Stadt Chongqing            | keine                         | AK Youyang der Tujia und Miao  | 462.444          | 5,76 %               |
| Provinz Hunan              | Stadt Zhangjiajie             | Kreis Cili                     | 399.906          | 4,98 %               |
| Provinz Hubei              | AB Enshi der Tujia und Miao   | Stadt Lichuan                  | 388.035          | 4,83 %               |
| Provinz Hunan              | Stadt Changde                 | Kreis Shimen                   | 387.480          | 4,83 %               |
| Provinz Guizhou            | RB Tongren                    | AK Yanhe der Tujia             | 383.499          | 4,78 %               |
| Stadt Chongqing            | keine                         | AK Shizhu der Tujia            | 348.790          | 4,34 %               |
| Provinz Hunan              | AB Xiangxi der Tujia und Miao | Kreis Yongshun                 | 342.570          | 4,27 %               |
| Provinz Hunan              | Stadt Zhangjiajie             | Stadtbezirk Yongding           | 319.330          | 3,98 %               |
| Provinz Guizhou            | RB Tongren                    | Kreis Dejiang                  | 300.432          | 3,74 %               |
| Provinz Hubei              | AB Enshi der Tujia und Miao   | Kreis Xianfeng                 | 276.394          | 3,44 %               |
| Provinz Hubei              | AB Enshi der Tujia und Miao   | Stadt Enshi                    | 270.753          | 3,37 %               |
| Stadt Chongqing            | keine                         | Stadtbezirk Qianjiang          | 261.327          | 3,26 %               |
| Provinz Hunan              | Stadt Zhangjiajie             | Kreis Sangzhi                  | 260.092          | 3,24 %               |
| Provinz Hunan              | AB Xiangxi der Tujia und Miao | Kreis Longshan                 | 251.007          | 3,13 %               |
| Provinz Guizhou            | RB Tongren                    | AK Yinjiang der Tujia und Miao | 233.802          | 2,91 %               |
| Provinz Hubei              | AB Enshi der Tujia und Miao   | Kreis Badong                   | 212.424          | 2,65 %               |
| Provinz Hubei              | Stadt Yichang                 | AK Changyang der Tujia         | 211.129          | 2,63 %               |
| Stadt Chongqing            | keine                         | AK Xiushan der Tujia und Miao  | 197.570          | 2,46 %               |
| Provinz Hubei              | Stadt Yichang                 | AK Wufeng der Tujia            | 174.546          | 2,17 %               |
| Provinz Hubei              | AB Enshi der Tujia und Miao   | Kreis Jianshi                  | 173.984          | 2,17 %               |
| Provinz Guizhou            | RB Tongren                    | Kreis Sinan                    | 160.089          | 1,99 %               |
| Provinz Hunan              | AB Xiangxi der Tujia und Miao | Kreis Baojing                  | 148.291          | 1,85 %               |
| Provinz Hubei              | AB Enshi der Tujia und Miao   | Kreis Hefeng                   | 142.805          | 1,78 %               |
| Provinz Hubei              | AB Enshi der Tujia und Miao   | Kreis Xuan’en                  | 140.837          | 1,75 %               |
| Provinz Hunan              | AB Xiangxi der Tujia und Miao | Stadt Jishou                   | 103.242          | 1,29 %               |
| Provinz Hunan              | Stadt Huaihua                 | Kreis Yuanling                 | 102.636          | 1,28 %               |
| Provinz Hubei              | AB Enshi der Tujia und Miao   | Kreis Laifeng                  | 93.471           | 1,16 %               |
| Provinz Guizhou            | RB Tongren                    | Kreis Jiangkou                 | 77.791           | 0,97 %               |
| Stadt Chongqing            | keine                         | AK Pengshui der Miao und Tujia | 74.591           | 0,93 %               |
| Provinz Guizhou            | Stadt Tongren                 | Stadtbezirk Bijiang            | 70.286           | 0,88 %               |
| Provinz Hunan              | AB Xiangxi der Tujia und Miao | Kreis Fenghuang                | 64.727           | 0,81 %               |
| Provinz Hunan              | AB Xiangxi der Tujia und Miao | Kreis Guzhang                  | 47.162           | 0,59 %               |
| Provinz Guizhou            | Stadt Zunyi                   | AK Wuchuan der Gelao und Miao  | 46.253           | 0,58 %               |
| Provinz Hunan              | Stadt Huaihua                 | Kreis Xupu                     | 45.900           | 0,57 %               |
| Provinz Hunan              | Stadt Zhangjiajie             | Stadtbezirk Wulingyuan         | 41.910           | 0,52 %               |
| Provinz Hunan              | AB Xiangxi der Tujia und Miao | Kreis Luxi                     | 40.643           | 0,51 %               |
| Rest Chinas                |                               |                                | 771.985          | 9,62 %               |